# Бласт, Роберт
Ро́берт Э́ндрю Бласт (англ. Robert Andrew Blust, 9 мая 1940, Цинциннати, Огайо, США — 5 января 2022, Гонолулу, Гавайи, США) — американский лингвист, профессор Гавайского университета в Маноа, один из ведущих специалистов по австронезийским языкам. Занимался полевыми исследованиями 100 языков этой семьи на Тайване, в Малайзии и Папуа — Новой Гвинее. Составленный Бластом словарь языка тхао — крупнейших из всех словарей языков коренного населения Тайваня. Помимо грамматикографии и лексикографических работ Бласт занимается исторической лингвистикой.

## Биография
Роберт Бласт родился в Цинциннати, провёл детство Калифорнии, затем переехал на Гавайи. В 1974 году получил степень бакалавра антропологии в Гавайском университете в Маноа — крупнейшем университете штата, где и продолжал работать до самой смерти, преподавая курсы по компаративистике и полевой лингвистике. С 2005 по 2008 год возглавлял в нём департамент лингвистики. До 2018 года также был редактором журнала Oceanic Linguistics.
В качестве хобби писал художественные книги для детей. Был женат, супруга, Лора Чанг-Бласт, преподаёт китайский язык в частной школе Пунахоу в Гонолулу.
Скончался 5 января 2022 года.

## Избранные публикации
- Blust, R. Central and Central-Eastern Malayo-Polynesian (англ.) // Oceanic Linguistics. — 1993. — No. 32 (2). — P. 241–293.
- Blust, R. Three notes on early Austronesian morphology (англ.) // Oceanic Linguistics. — 2003. — No. 42 (2). — P. 438–478.
- Blust, R. The Austronesian Languages (англ.). — Canberra: Asia-Pacific Linguistics, 2013. — 894 p.